# NGC 6368
NGC 6368 est une vaste galaxie spirale située dans la constellation d'Ophiuchus. Sa vitesse par rapport au fond diffus cosmologique est de 2 731 ± 3 km/s, ce qui correspond à une distance de Hubble de 40,3 ± 2,8 Mpc (∼131 millions d'al). NGC 6368 a été découverte par l'astronome allemand Albert Marth en 1863.
La classe de luminosité de NGC 6368 est II et elle présente une large raie HI.
À ce jour, une quinzaine de mesures non basées sur le décalage vers le rouge (redshift) donnent une distance de 32,453 ± 5,974 Mpc (∼106 millions d'al), ce qui est à l'intérieur des valeurs de la distance de Hubble. Notons cependant que c'est avec la valeur moyenne des mesures indépendantes, lorsqu'elles existent, que la base de données NASA/IPAC calcule le diamètre d'une galaxie et qu'en conséquence le diamètre de NGC 6368 pourrait être d'environ 50,0 kpc (∼163 000 al) si on utilisait la distance de Hubble pour le calculer.